# Сасакі Кодзі
Сасакі Кодзі (яп. 佐々木 康治, нар. 30 січня 1936 —) — японський футболіст, що грав на позиції нападника.

## Клубна кар'єра
Грав за команду Dunlop Japan.

## Виступи за збірну
Дебютував 1958 року в офіційних матчах у складі національної збірної Японії. У формі головної команди країни зіграв 14 матчів.

## Статистика
Статистика виступів у національній збірній.
| Збірна Японії | Збірна Японії | Збірна Японії |
| Роки          | Ігри          | голи          |
| ------------- | ------------- | ------------- |
| 1958          | 2             | 0             |
| 1959          | 8             | 0             |
| 1960          | 1             | 1             |
| 1961          | 3             | 0             |
| Усього        | 14            | 1             |